# Бальмун-д'Уржель
Бальмун-д'Уржель — село в Іспанії, у складі автономної спільноти Каталонія, провінція Леріда.